# JTAG
JTAG（ジェイタグ、英語: Joint Test Action Group）は、集積回路や基板の検査、デバッグなどに使える、バウンダリスキャンテストやテストアクセスポートの標準 IEEE 1149.1 の通称である。本来はこの検査方式を定めた業界団体（Joint European Test Action Group）の名称の略。当初JETAGであったがEuropeanが抜けJTAGとなった。

## 概要
半導体技術の進歩により集積回路チップのピン間隔も狭くなりプローブを立てての検査が困難になってきている。表面実装のBGAなどのパッケージに至っては、物理的に不可能である。そのため検査時に、チップ内部の回路を数珠繋ぎにし、内部状態を順番に読み出すしくみ（バウンダリスキャン）が考え出された。これをバウンダリスキャンテスト（boundary scan test）といい、それを規格化したのがJTAGである。1990年にIEEE 1149.1として標準化されている。
近年、検査目的だけではなく、組み込みシステムのソフトウェアのデバッグなどの目的で、ICEの一種として、CPUやFPGAにアクセスする手段としてJTAGが用いられるようになってきている。その場合、本来のICEの機能であるリアルタイム性の観測は、再現できない場合もある。

## 電気的特性

### デイジーチェーン接続のJTAG (IEEE 1149.1)
1. TDI (Test Data In)
2. TDO (Test Data Out)
3. TCK (Test Clock)
4. TMS (Test Mode Select)
5. TRST (Test Reset) optional.